# Utakura River
Der Utakura River ist ein Fluss im Norden der Nordinsel Neuseelands. Er bildet den Abfluss des Lake Ōmāpere und fließt in westlicher Richtung bis zum Waihou River. Nördlich verläuft mit ähnlicher Ausrichtung der SH 1.